# Canton d'Orthez
Le canton d'Orthez est une ancienne division administrative française, située dans le département des Pyrénées-Atlantiques et la région Aquitaine.

## Composition
Le canton regroupe 13 communes :
- Baigts-de-Béarn
- Balansun
- Bonnut
- Castétis
- Lanneplaà
- Orthez
- Puyoô
- Ramous
- Saint-Boès
- Saint-Girons-en-Béarn
- Salles-Mongiscard
- Sallespisse
- Sault-de-Navailles.

## Histoire
En 1790, le canton comprenait les communes actuelles sans Salles-Mongiscard, mais avec l'ancienne commune de Sainte-Suzanne (rattachée à Orthez depuis 1973), Biron, Laà-Mondrans, Labeyrie, Lacadée, Loubieng, Montestrucq et Ozenx, ces deux dernières ayant fusionné en 1972.

## Représentation

### Conseillers généraux de 1833 à 2015
| Période           | Identité                                | Parti                   | Qualité |
| ----------------- | --------------------------------------- | ----------------------- | --- |
| 1833-1836         | Comte Pierre de Saint-Cricq             | Majorité ministérielle  | Pair de France Député (1815-1822 et 1824-1832) - Ministre (1828-1829) Elu également dans le Canton de Salies-de-Béarn |
| 1836-1848         | Raymond Planté                          | Majorité dynastique     | Propriétaire, maire d'Orthez, député au Corps Législatif (1852-1855)                                                  |
| 1848-1852         | Achille Marrast                         |                         | Avocat à Orthez puis Procureur Général à Alger, puis à Pau                                                            |
| 1852-1856         | Bernard Dufourcq                        |                         | Propriétaire, notaire à Orthez                                                                                        |
| 1856-1871         | Raymond Larrabure                       | Conservateur            | Avocat et industriel Député (1857-1869) Sénateur (1869-1870) Maire de Pau (1865-1869)                                 |
| 1871-1883         | Charles Chesnelong                      | Républicain Légitimiste | Négociant en draperies Député (1865-1876) - Sénateur (1876-1899) Maire d'Orthez                                       |
| 1883-1894 (décès) | Henri Vidal (1826-1894)                 | Républicain             | Ancien magistrat, maire d'Orthez Chef du parti républicain protestant à Orthez                                        |
| 1894-1901         | Louis Dufau-Gentien                     | Républicain             | Président du Comité républicain d'Orthez, adjoint au maire d'Orthez                                                   |
| 1901-1907         | Xavier Darget                           | Républicain             | Docteur en médecine                                                                                                   |
| 1907-1913         | Antonin Blanc                           | Conservateur            | Avocat à Orthez |
| 1913-1931         | Jean Maillebiau (1861-1934)             | Républicain             | Suppléant de la justice de paix Maire d'Orthez (1923-1925)                                                            |
| 1931-1940         | Georges Moutet                          | Rad.                    | Industriel en tissage mécanique Maire d'Orthez (1925-1941), conseiller d'arrondissement Député (1932-1936)            |
|                   |                                         |                         | |
| 1945-1964         | Marcel Dhers                            | Rad.                    | Médecin à Orthez fondateur de la clinique psychiatrique Suppléant du député Guy Ébrard (1958-1962)                    |
| 1964-1976         | Jacques Moutet (fils de Georges Moutet) | Rad.                    | Chef d'entreprise, maire d'Orthez Sénateur de 1980 à 1992                                                             |
| 1976-1994         | Christian Lalande                       | PS                      | Propriétaire, Baigts-de-Béarn                                                                                         |
| 1994-2015         | Bernard Molères                         | PS                      | Technicien en documentation chez Elf-Aquitaine maire d'Orthez (2008-2014)                                             |

### Conseillers d'arrondissement (de 1833 à 1940)
Le canton d'Orthez avait deux conseillers d'arrondissement.
Il appartenait à l'arrondissement d'Orthez jusqu'à sa disparition en 1926.
| Période                                  | Période      | Identité                       | Étiquette   | Qualité |
| ---------------------------------------- | ------------ | ------------------------------ | ----------- | --- |
| 1833                                     | 1848         | M. Bordenave                   |             | Juge de paix à Orthez                                                                                       |
| 1833                                     | 1848         | Jean Phocion Vidal (1792-1879) |             | Procureur du Roi à Orthez                                                                                   |
|                                          |              |                                |             | |
| 1883                                     |              | M. Cachal                      | Républicain | Avoué à Orthez                                                                                              |
| 1883                                     | 1885 (décès) | M. Cescas                      | Républicain | Médecin vétérinaire à Orthez, Président du Conseil d'arrondissement                                         |
| 1898                                     | 1905 (décès) | Pierre Dutilh                  |             | Maire de Puyoô                                                                                              |
|                                          | 1905 (décès) | M. Cescas                      |             | |
|                                          | 1921 (décès) | Vincent Daverat                |             | Tanneur |
| 1922                                     |              | M. Dufau                       |             | |
| 1922                                     |              | M. Darmagnac                   |             | |
| 1925                                     | 1931         | Georges Moutet                 | Radical     | Industriel, maire d'Orthez                                                                                  |
|                                          | 1940         | Henri Lafore                   | RG          | Adjoint au maire d'Orthez                                                                                   |
| 1931                                     | 1940         | Jean-Marcelin Guichenny        | RG          | Horticulteur à Bonnut                                                                                       |
| 1940                                     |              |                                |             | Les conseils d'arrondissement ont été suspendus par la loi du 12 octobre 1940 et n'ont jamais été réactivés |
| Les données manquantes sont à compléter. |              |                                |             | |

## Démographie
| 1962   | 1968   | 1975   | 1982   | 1990   | 1999   | 2006   | 2011   | 2012   |
| ------ | ------ | ------ | ------ | ------ | ------ | ------ | ------ | ------ |
| 14 521 | 16 317 | 16 570 | 16 880 | 16 190 | 16 168 | 16 723 | 17 483 | 17 545 |